# UTC-4
Часово отместване UTC-4 се използва:

## Като стандартно време през цялата година
- Кариби
  -  Ангила
  -  Антигуа и Барбуда
  -  Барбадос
  -  Доминика
  -  Гренада
  -  Монсерат
  -  Сейнт Китс и Невис
  -  Сейнт Винсент и Гренадини
  -  Тринидад и Тобаго
  -  Британски Вирджински острови
  -  Американски Вирджински острови
  -  Аруба
  -  Доминиканска република
  -  Гваделупа
  -  Мартиника
  -  Нидерландски Антили
  -  Пуерто Рико
  -  Доминика
  -  Гренада

- Южна Америка
  -  Боливия
  -  Гвиана
  -  Бразилия – щатите Акре, Амазонаш, Рондония и Рорайма

- Северна Америка
  -  Канада – Квебек източно от 63° з.д.

## Като стандартно време през зимния сезон
- Северно полукълбо
  -  Бермудски острови
  -  Канада
    - провинциите Ню Брънзуик, Нова Скотия, Принц Едуард
    - Нюфаундленд и Лабрадор – по-голямата част от Лабрадор

  -  Гренландия – северозападните части

- Южно полукълбо
  -  Бразилия – Мато Гросо, Мато Гросо до Сул
  -  Чили
  -  Фолкландски острови
  -  Парагвай

## Като лятно часово време
- Куба
- Търкс и Кайкос
- Канада
  - Нунавут (източните части), по-голямата част от Онтарио и по-голямата част от Квебек
- САЩ
  - Кънектикът, Делауеър, Джорджия, Мейн, Мериленд, Масачузетс, Ню Хампшър, Ню Джърси, Ню Йорк, Северна Каролина, Охайо, Пенсилвания, Роуд Айлънд, Южна Каролина, Върмонт, Вирджиния, Западна Вирджиния
  - по-голямата част от Флорида, Индиана, Мичиган
  - Източните части от Кентъки и Тенеси